# Resolució 244 del Consell de Seguretat de les Nacions Unides
La Resolució 244 del Consell de Seguretat de les Nacions Unides, aprovada per unanimitat el 22 de desembre de 1967, 
després de reafirmar les resolucions anteriors sobre el tema, el Consell va ampliar l'estacionament a Xipre de la Força de les Nacions Unides pel Manteniment de la Pau a Xipre per un període addicional de 3 mesos, que finalitzaria el 26 de març de 1968. El Consell també va convocar les parts interessades directament per seguir actuant amb la màxima restricció i cooperar plenament amb la força de manteniment de la pau.
Aquesta és la primera de les resolucions relatives a l'estacionament de la força des de 1965, que no va expressar l'esperança que fos eliminada al final de l'estacionament estès.